# Антоний Печерский
Анто́ний Пече́рский (ок. 983—1073) — основатель Киево-Печерского монастыря, один из основоположников русского монашества, святой Русской православной церкви, почитаемый в лике преподобных. Почитается Православной церковью как «начальник всех русских монахов». Именем Антония названы Ближние (Антониевы) пещеры Киево-Печерской лавры и пещеры черниговского Троице-Ильинского монастыря.
Память преподобного Антония совершается:
- 10 (23) июля,
- 2 (15) сентября — вместе с преподобным Феодосием Печерским,
- во вторую неделю (воскресение) по Пятидесятнице — в Соборе всех преподобных отцов Афонских,
- 28 сентября (11 октября) — в Соборе преподобных отцов Киево-Печерских, в Ближних пещерах почивающих,
- во вторую неделю Великого поста — в Соборе всех преподобных отцов Киево-Печерских и всех святых, в Малой России просиявших[1][4].

## Жизнеописание
Родился в 983 году в городе Любече, недалеко от Чернигова. По некоторым данным, его мирское имя было Антипа — об этом сообщается только в одном списке «Повести временных лет» — в составе «Летописца Переяславля Суздальского» в редакции середины — второй половины XV века.

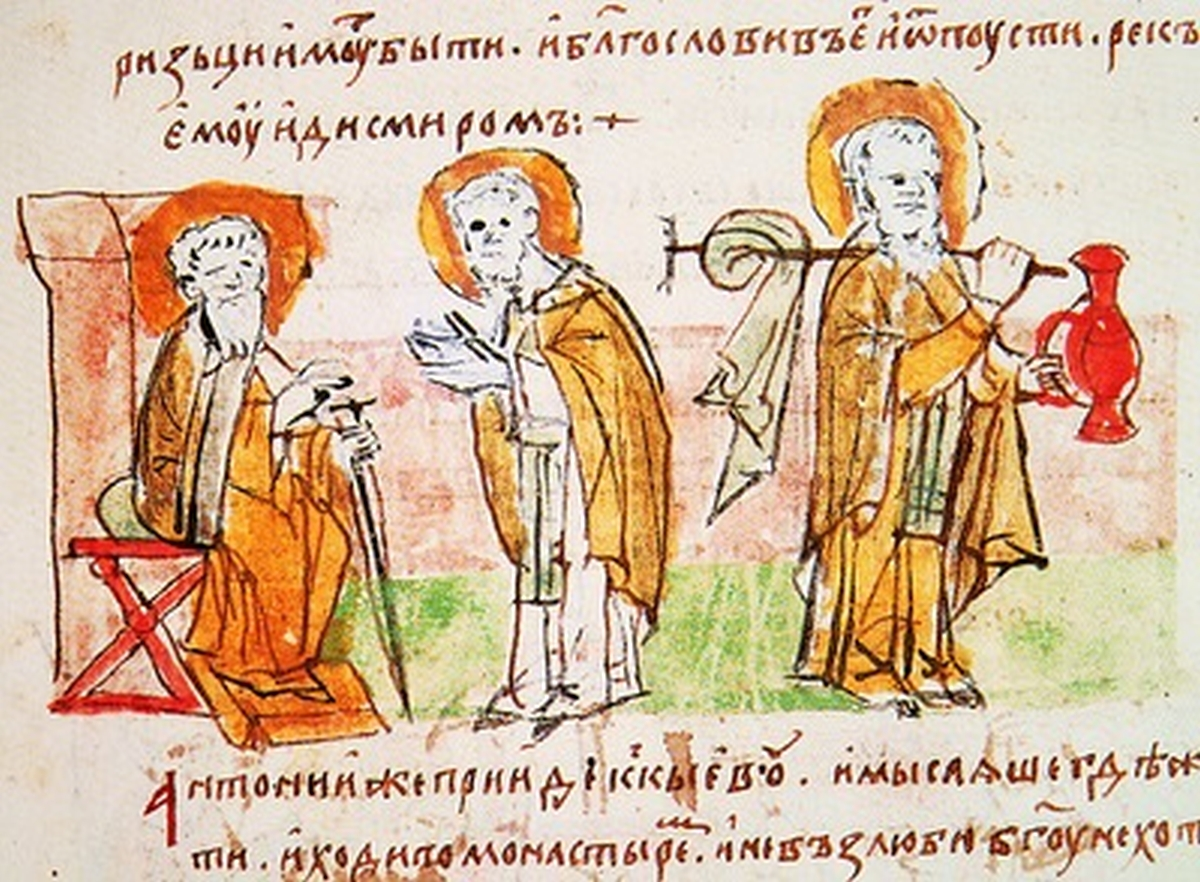
Игумен горы Афон постригает Антония в монахи и благословляет его возвратиться на Русь. Миниатюра из Радзивилловской летописи, XV век

Принял монашеский постриг в одном из афонских монастырей. Распространённой, но необоснованной, догадкой является то, что это был русский монастырь Ксилургу. Некоторое время жил на Афоне, затем вернулся на Русь. Согласно реконструируемому древнему житию, Антоний поселился в Варяжской пещере на берегу Днепра не позднее начала 1030-х годов. В это время к нему пришли преподобный Моисей Угрин, затем Иларион, будущий святитель и митрополит Киевский. В житии Антоний предстаёт в сане иеромонаха, постригающего в монашество и рукополагающего в священники. Антоний поставил игуменом Варлаама, после чего удалился в затвор, где пребывал 40 лет и преставился.

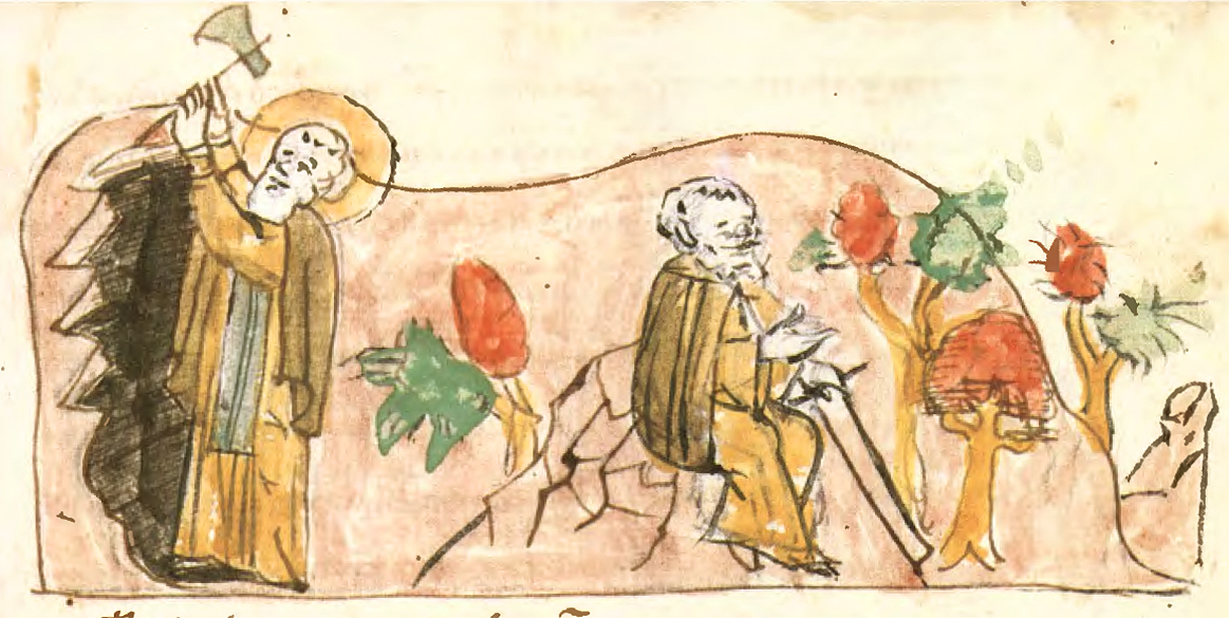
Антоний в пещере. Миниатюра из Радзивилловской летописи, XV век

«Феодосиевская» традиция даёт хронологически более достоверную версию. Вернувшись на Русь, Антоний не ранее 1051 года поселился близ Берестова под Киевом в пещере (ныне — Дальние, Феодосиевые, пещеры Киево-Печерской лавры), оставленной Иларионом, ставшим митрополитом. Первоначально жил отшельником. Вскоре подвижничество Антония стало широко известно. После смерти князя Ярослава Мудрого (1054 год) вокруг Антония начали собираться ученики и стала складываться монашеская община. Среди монахов были выходцы из ближайшего окружения князя Изяслава Ярославича, Варлаам и Ефрем, будущий святитель и митрополит Переяславский. Это стало причиной для конфликта с князем. Согласно этой версии, Антоний сам не постригал в монахи, а благословлял на это одного из своих учеников преподобного Никона (летописца), имевшего сан священника («прозвутеру тому сущу и черноризцу искусну»). Число братии росло, в то время как Антоний стремился к монашескому уединению, поэтому он поставил Варлаама игуменом, и удалился в соседнюю пещеру (ныне — Ближние, Антониевы, пещеры Киево-Печерской лавры). Живя здесь отшельником и не будучи настоятелем, Антоний, тем не менее, оставался авторитетом и продолжал осуществлять духовное руководство братией. По его благословению была возведена Успенская церковь над большой пещерой, позднее построены кельи и ограда. В 1062 году или немного ранее по его совету и благословению игуменом был избран Феодосий. В 1068 году в результате поражения Руси в битве на реке Альте русские земли были разграблены половцами, произошло восстание в Киеве, князь Изяслав бежал из города, в котором вокняжился полоцкий князь Всеслав Брячиславич. В мае 1069 года Изяслав вернулся в Киев и около 1069 года у него произошёл ещё один конфликт с Антонием, причины которого не вполне ясны. Изяслав разгневался на Антония «за Всеслава». Антоний укрывался в Чернигове у Святослава Ярославича. Там он основал Болдинский пещерный монастырь. М. Д. Присёлков предполагал, что в Киево-Печерском монанастыре имелись две противоборствовавших «политических партии»: «антониевская» — против Изяслава Ярославича и «феодосиевской» — против его брата Святослава. А. А. Турилов считает это построение упрощением. После марта 1073 года, с вокняжением в Киеве Святослава, изгнавшего Изяслава, Антоний вернулся. В том же году он, возможно, принял участие в закладке каменного Успенского собора монастыря. Место закладки было чудесным образом указано по его молитвам. Вскоре Антоний преставился и, согласно своему завещанию, был погребён в своей пещере. Согласно его житию, преставился в 1072—1073 годах. Дата преставления неизвестна.
Во второй Кассиановской редакции Киево-Печерского патерика 1462 года появляются сведения о втором путешествиях Антония на Афон. Согласно этой версии, Антоний возвратился на Русь после смерти князя Владимира Святославича в 1015 году, но по причине возникшей княжеской междоусобицы вновь ушёл на Афон. Эти сведения рассматриваются как следствие стремления редактора разрешить хронологические противоречия своих источников. К XVIII—XIX векам относятся местные афонские предания о пострижении Антония в Великой лавре святого Афанасия или в монастыре Эсфигмену.
Имя Антония упоминается в заголовках ряда поучений, что послужило поводом для их атрибуции преподобному. Антонию также приписывали перевод Жития Григория Омиритского. По мнению Н. К. Никольского, это авторство не является обоснованным.
Мощи преподобного почивают под спудом в Ближних пещерах Киево-Печерской лавры. Это место согласно лаврской традиции отмечено иконой святого. Рядом располагаются пещерный храм во имя Антония и его келья. В «Тератургиме» Афанасия (Кальнофойского) 1638 года описаны храм и келья и упоминается, что  «москаль» пытался захватить мощи Антония.

## Почитание и канонизация

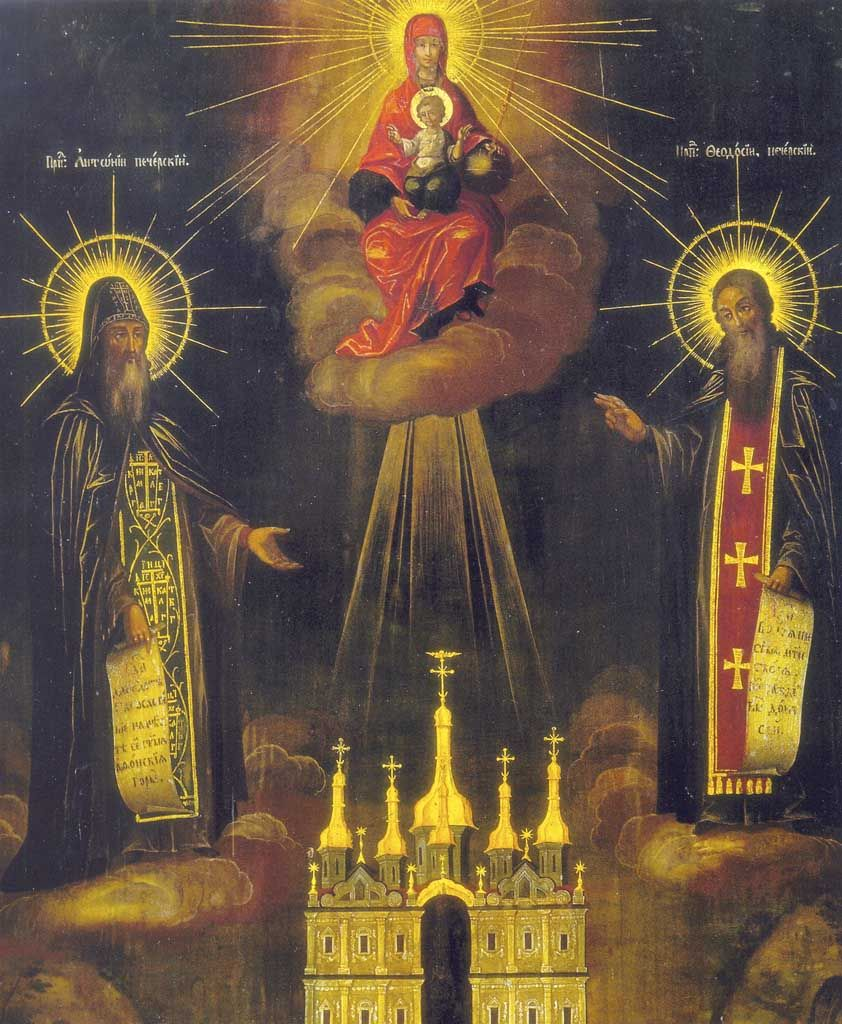
Преподобные Антоний и Феодосий Печерские на фоне Успенского собора Киево-Печерского монастыря. Икона XVII—XVIII веков

Сведений о времени канонизации Антония нет. Почитание его в Киево-Печерском монастыре имело место с уже последней четверти XI века, то есть сразу после преставления, о чём свидетельствует составление в это время здесь его жития. В Киево-Печерском патерике (слово 4) уже в XII веке упоминаются иконы Антония и Феодосия. Антоний и Феодосий изображены в качестве предстоящих на Свенской Печерской иконе Божией Матери, предположительно датируемой около 1288 года. Этот образ является древнейшим сохранившимся изображением Антония.
Е. Е. Голубинский считал, что канонизация или «установление празднования его памяти должно быть относимо к пространству времени между второй четвертью XII и первой четвертью XIII века». Первым надёжным свидетельством церковного почитания Антония за пределами Киево-Печерского монастыря является посвящение в 1394 году Антонию и Феодосию Печерским церкви в тверском Жёлтикове монастыре, которое совершил епископ Тверской Арсений, составивший Арсениевскую редакцию Киево-Печерского патерика.
Начиная с рубежа XIV—XV веков в списки Пролога второй редакции из Северо-Восточной Руси (например, Спасо-Прилуцкий и Успенский Прологи 1410—1425 годов) под 7 (реже под 3) мая помещается переделка «Сказания, чего ради прозвася Печерский монастырь», называемая «Слово об Антонии» или «Успение Антония» (начало: «Князю Ярославу, сыну Володимерю, княжащю в Киеве»). Предположительно имелись и более ранние списки Пролога, созданные во Владимиро-Суздальской Руси, поскольку этот вид характерен большой архаичностью состава, позволяющей относить формирование сборника к домонгольскому периоду.
В середине — третьей четверти XV века, возможно, одновременно с написанием службы, создается новая версия «Слова о преподобном Антонии», в заголовке называемая житием (начало: «Великому князю Володимеру Святославичу царствующу в Киеве, при сем бысть блаженный Антоние от града Любеча»). Она также была создана на основе «Сказания о Печерском монастыре». Текст помещён под 10 июля и включает стих: «Антоние, возлюбив пещеру темную, доброты земныя оплевав, светло просия. Иже к Антонию притечет, грехом прощение приемлет. Антоние от земных к Богу преидет». Произведение имеется в составе украинско-белорусских списков Стишного Пролога особой редакции XV—XVI веков. Турилов предполагает, что с созданием этой редакции связан Пахомий Логофет (Пахомий Серб).
В XV—XVII веках даты памяти 7 (изредка 3) мая и 10 июля присутствовали параллельно. Первая в основном встречается в Прологе. Иногда к ней могут быть приурочены также песнопения, например, тропарь и кондак в сборнике второй половины XV века книгописца Евфросина. В XVII веке дата включается в печатные издания Пролога. Вторая дата имеется в богослужебных книгах. Не ранее второй половины XVII века она стала окончательно главенствовать. В XVII веке при архимандрите Варлааме (Ясинском) было установлено празднование Собору преподобных отцов Киево-Печерских, в Ближних пещерах почивающих, в 1843 году — празднование общей памяти всех преподобных отцов Киево-Печерских.
Антонию был посвящён один из четырёх престолов в Успенском соборе Киево-Печерского монастыря, устроенных на хорах. С XVII века упоминается храм во имя Антония в Ближних пещерах. Между 1473 и 1510 годами в Псково-Печерском монастыре была построена деревянная церковь во имя Антония и Феодосия Печерских. Около 1522—1523 годов вместо неё при расширении пещерной соборной Успенской церкви был устроен одноименный придел. В усыпальнице под Успенским собором 1648 года нижегородского Печерского Вознесенского монастыря имеется придел во имя Антония и Феодосия Печерских. В московском Страстном монастыре при трапезной существовала церковь во имя Антония и Феодосия Киево-Печерских, освящённая в 1899 году.
Древнейшая церковная служба Антонию составлена в 1459—1461 годах в Новгороде Пахомием Сербом по заказу архиепископа Новгородского Ионы.
1 апреля 2015 года по благословению Священного синода Украинской православной церкви (журнал № 15) во главе с митрополитом Киевским и всея Украины Онуфрием было установлено празднование Собора святых Винницкой земли, куда среди прочих 15 подвижников, жизнь и подвиг которых связаны с Виннитчиной, был причислен и преподобный Антоний Печерский, Киевский, начальник всех русских монахов. Дата празднования Собора Винницких святых — 14 сентября (по новому стилю) в день начала индикта (церковного новолетия).